# Борна
Борна (нім. Borna) — місто в Німеччині, розташоване в землі Саксонія. Районний центр району Лейпциг.
Площа — 62,35 км2. Населення становить 19 120 ос. (станом на 31 грудня 2020).

## Галерея

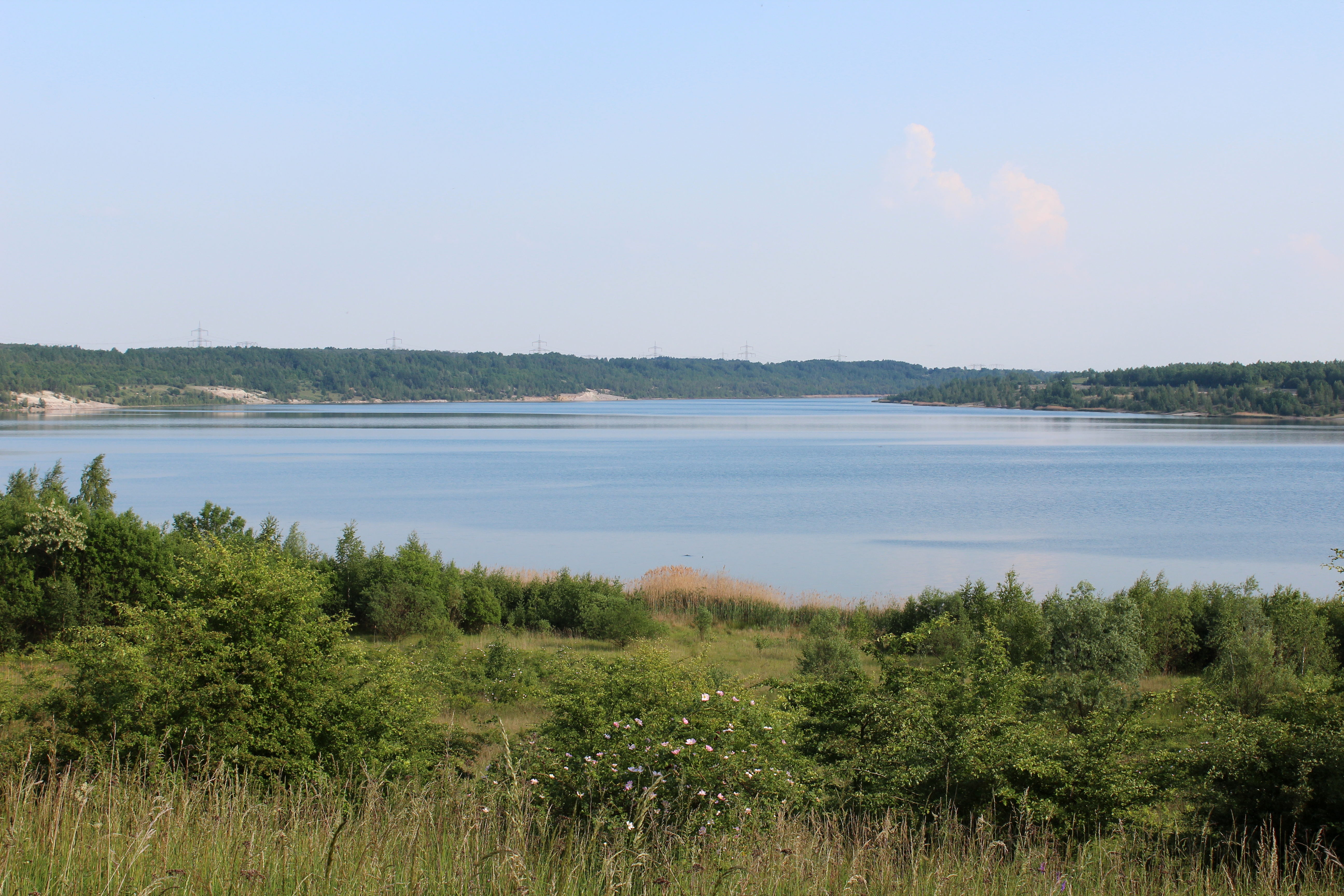
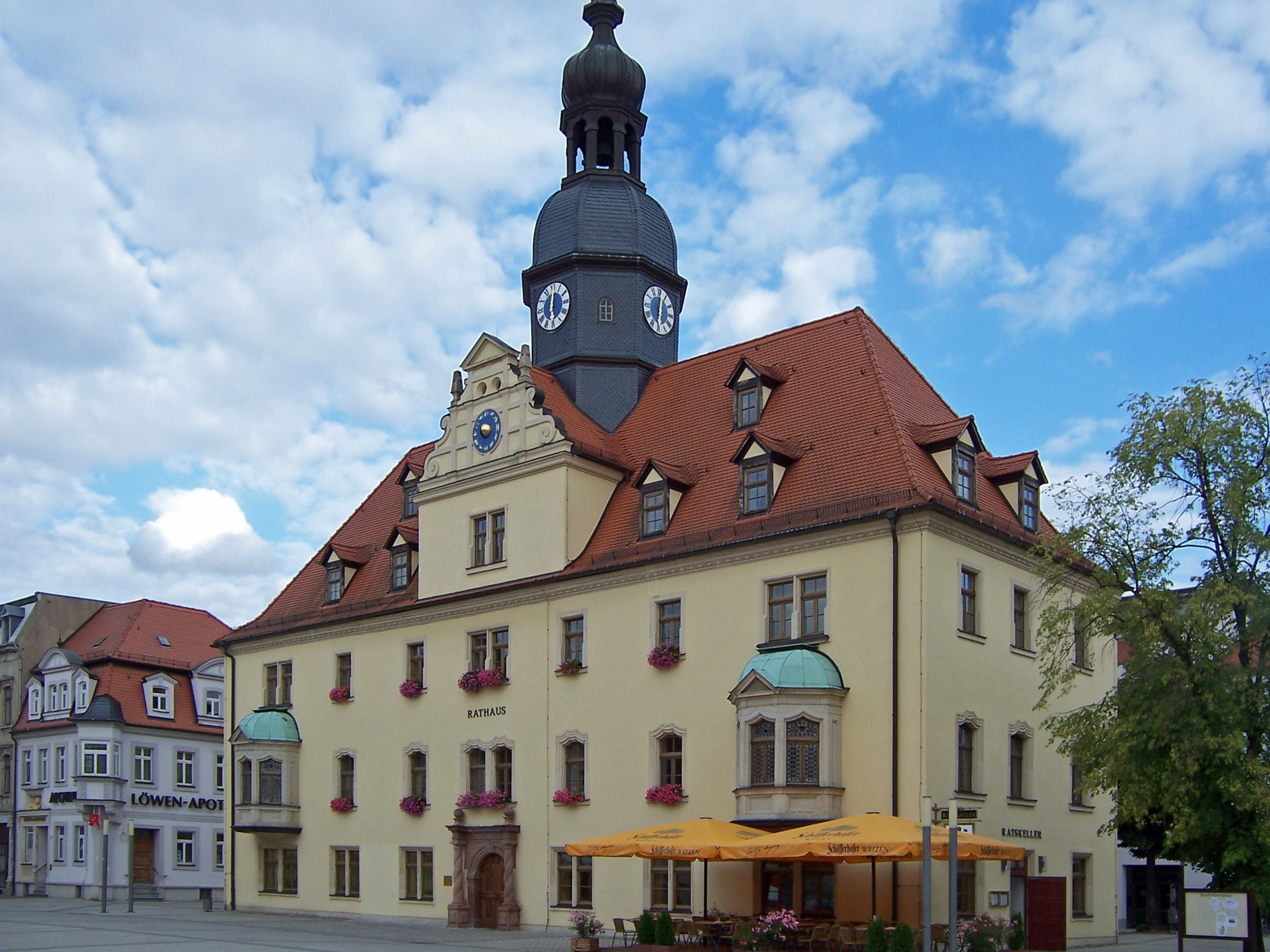
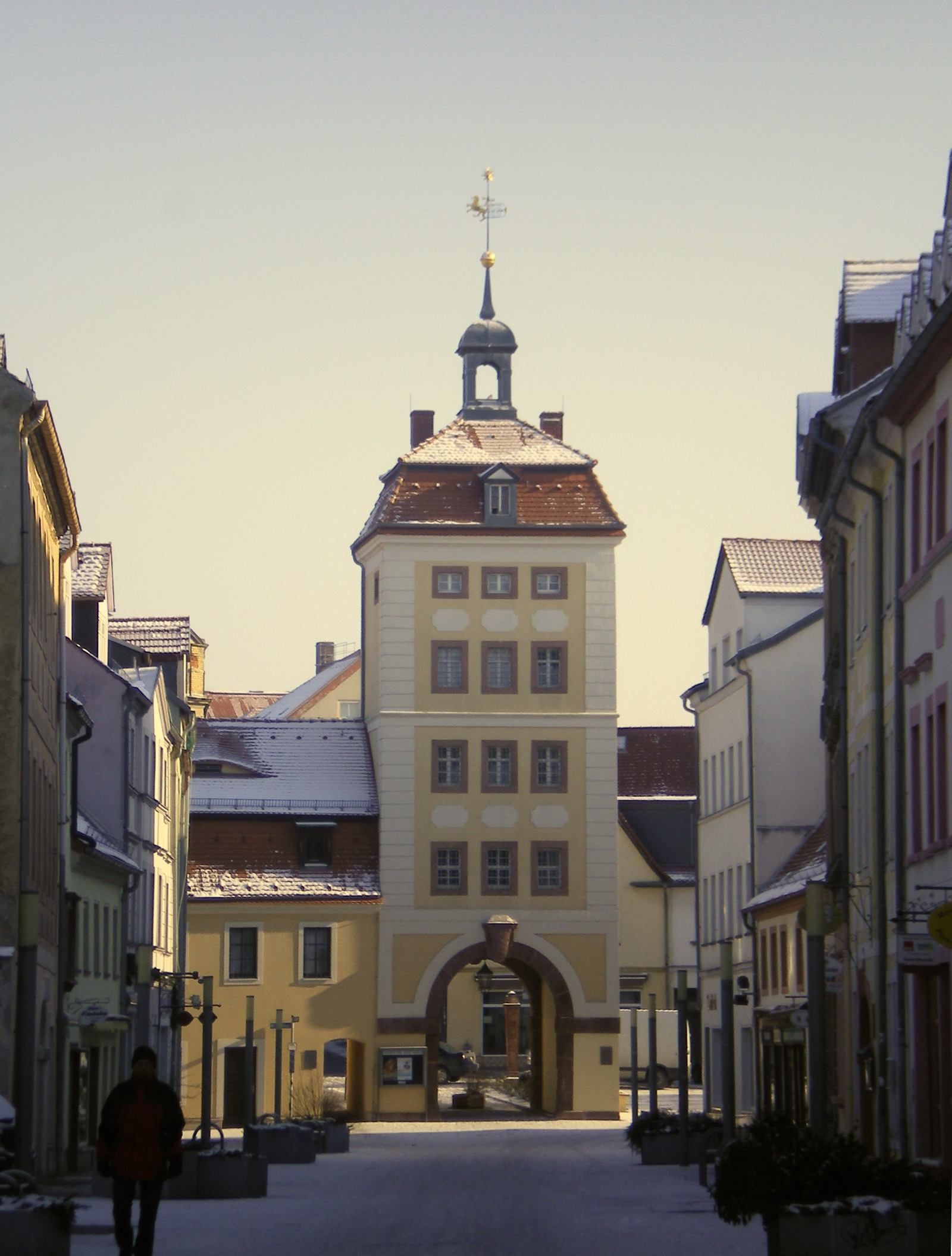
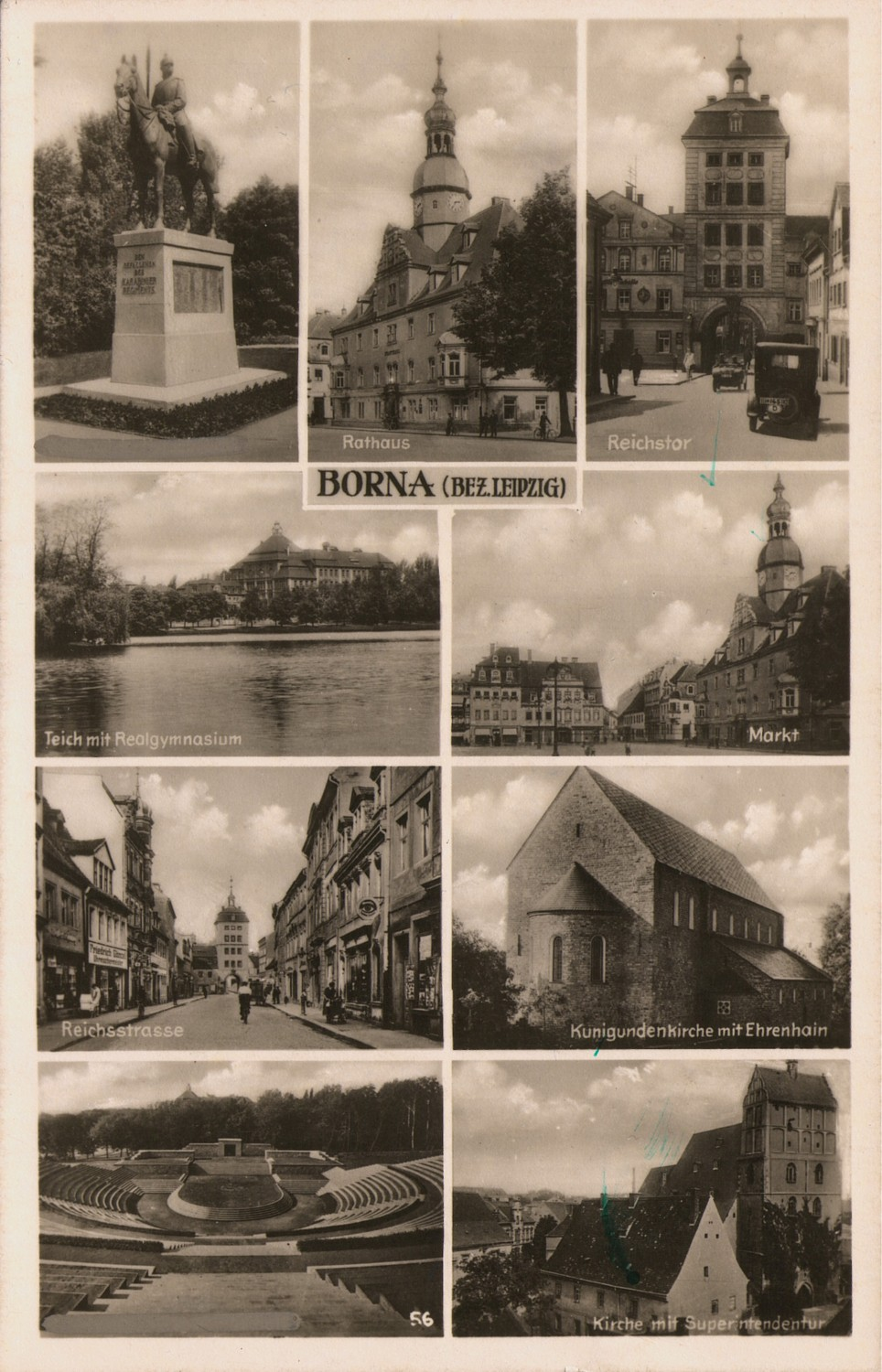
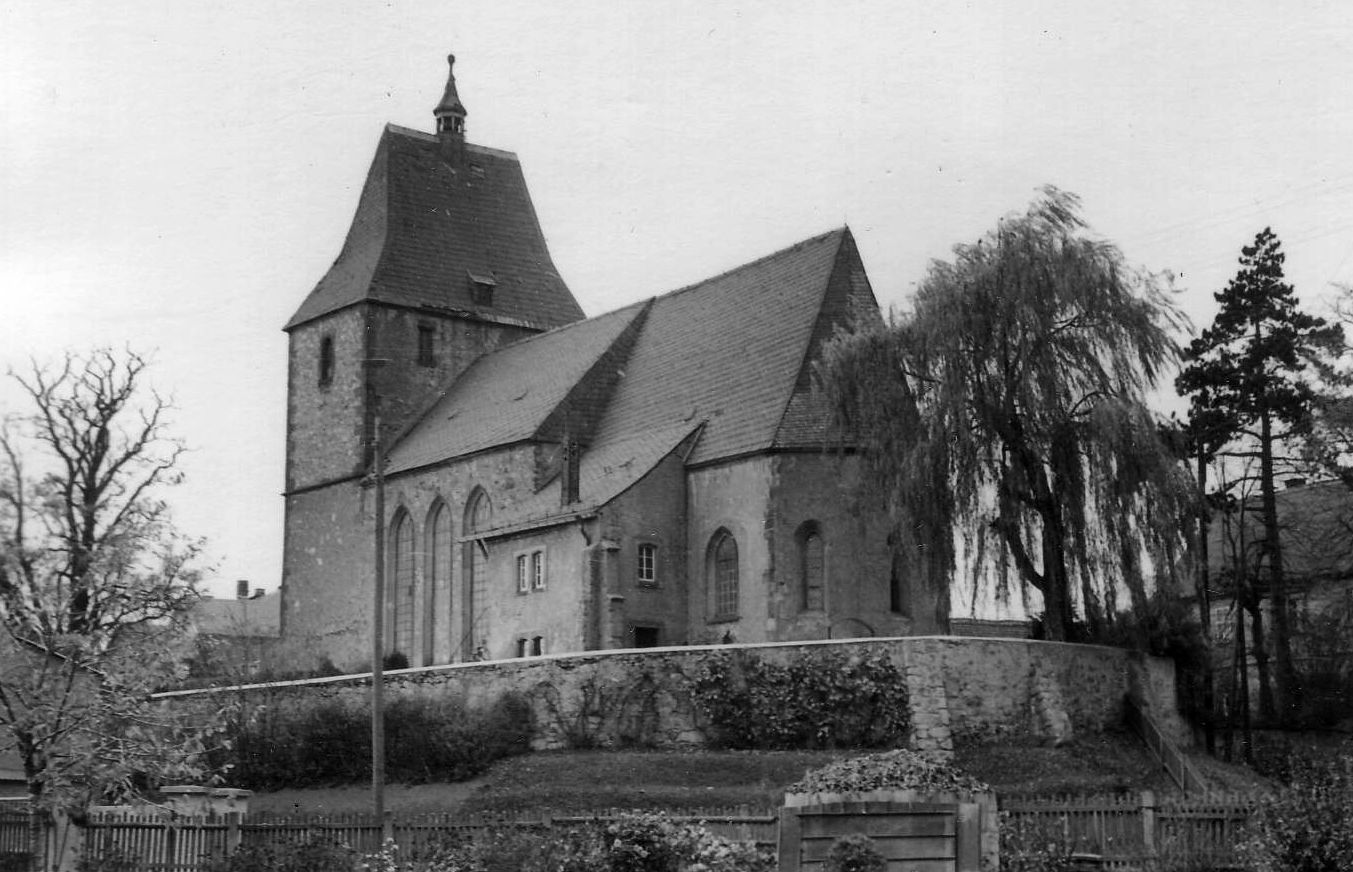
Церква у районі Ойла
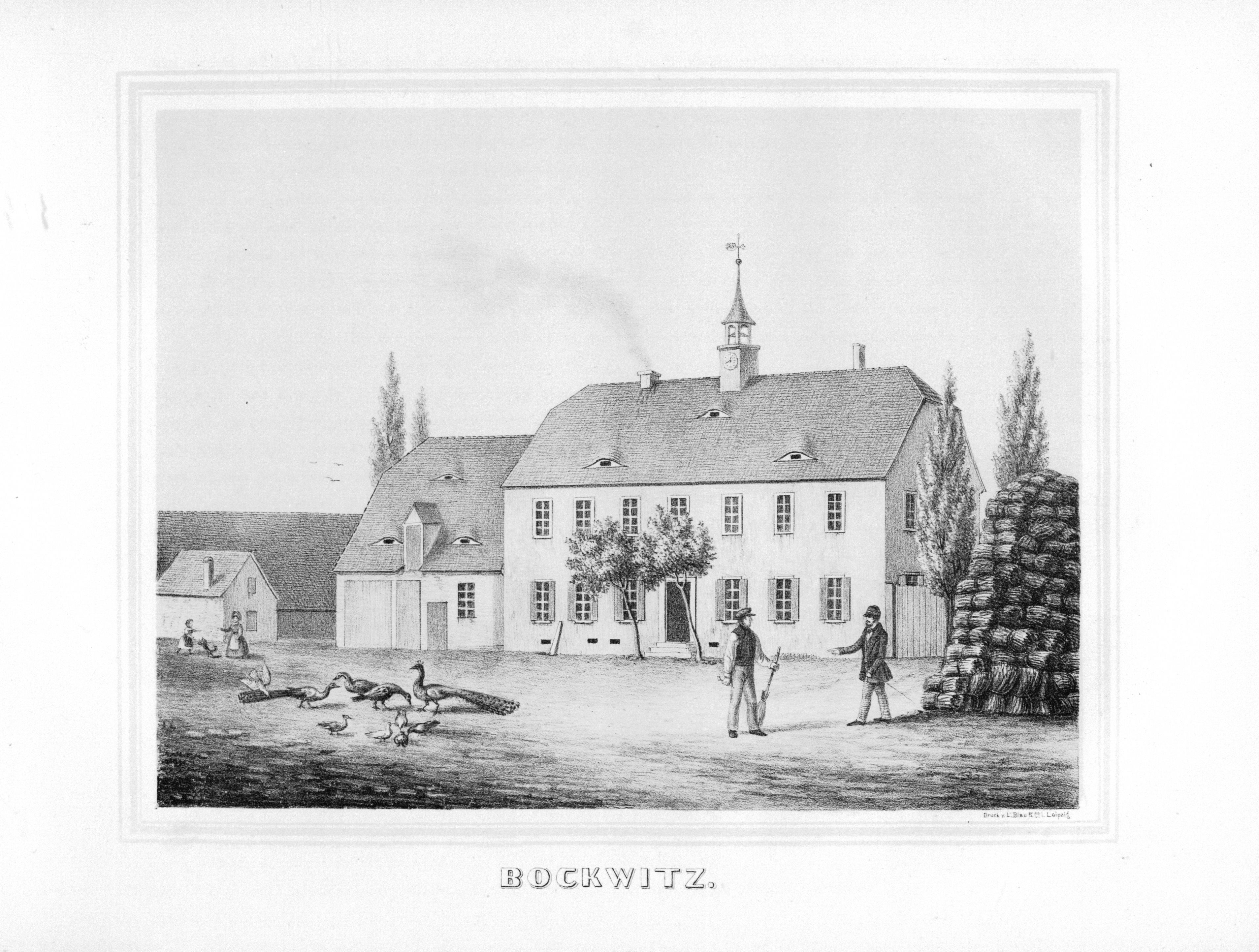